# کوه تینام
تینام (به انگلیسی: Mount Twynam) یک کوه در رشته‌کوه اصلی از رشته‌کوه جداکننده است که در منطقه کوه‌های برفی ایالت نیو ساوت ولز، استرالیا قرار دارد. این کوه در نزدیکی مرز ایالت نیو ساوت ولز با ویکتوریا قرار دارد.
این کوه با ارتفاع ۲٬۱۹۵ متر سومین کوه بلند استرالیا است که در ۸ کیلومتری شمال شرقی کوه کازیسکو قرار دارد.